# Euplexaura anastomosans
Euplexaura anastomosans is een zachte koraalsoort uit de familie Plexauridae. De koraalsoort komt uit het geslacht Euplexaura. Euplexaura anastomosans werd in 1896 voor het eerst wetenschappelijk beschreven door Brundin. 